# Maksímovka (Bélgorod)
|  | Per a altres significats, vegeu «Maksímovka». |

Maksímovka - Максимовка (rus) - és un poble de l'óblast de Bélgorod, a Rússia. El 2010 tenia 850 habitants. Pertany al districte (raion) de Xebékino.